# Беркович, Хайман Хонон
Хайман Хонон Беркович (англ. Berkowitz Hyman Chonon; 25 января1895, Слуцк, Минская губерния — 17 января 1945, Мадисон) — американский лингвист, филолог, переводчик. Исследователь творчества Бенито Перес Гальдоса.

## Биография
Родился в Слуцке в семье Зелика-Азриэла Берковича — владельца небольшой мастерской по чистке и окраске одежды, и Двоси Ривиной. Брат И. Д. Берковича.
В 1907 вместе с родителями эмигрировал в США. Окончил Корнеллский университет со степенью доктора философии (1924). В 1913—1917 пулитцеровский стипендиат; в 1917—1918 научный сотрудник университета, преподаватель романских языков).
Преподаватель испанского языка в средней школе штата Колумбии, Саут-Ориндж, Нью-Джерси, 1919—1920. Преподаватель романских языков и литературы Корнеллского университета, 1920—1924. С 1926 работал в Висконсинском университете (преподаватель романских языков, доцент, профессор с 1937).
Автор статей и обзоров в периодических американских изданиях : «The Romantic Review», «Modern Language Journal», «Jewish Forum», «Publications of the Modern Language Association of America».

## Книги
- «La vida de Lazarillo de Tomes» (1927);
- «El Delicuente Honrado» (1927);
- «El Abuelo» (1929);
- «College Spanish» (1938);
- «Temas de Repaso» (1943);
- «Perez Galdos, Spanish Liberal Crusader» (1948);
- «A Hebrew Version of Don Quijote» (1926).